# 2019년 서울국제실험영화페스티벌
제16회 서울국제실험영화페스티벌은 2019년 7월 24일에 열린 시상식이다.

## 수상 및 후보

### BEST EXiS AWARD
- 이티켓 - 사이먼 류 수상

### KOREAN EXiS AWARD
- 라오메데이아 - 문유진 수상

### Jungwoon AWARD
- 우리 아버지께 - 김유진 수상

### 심사위원 특별언급
- 우리는 여전히 눈을 감아야만 한다 - 존 토레스 수상
- 장미도 아닌 데이지도 아닌 - 임정혜 수상

### 엑스-나우
- 미천한 무신론자의 춤 - 토 훈 핑
- 그리고 이제 우리는 다시 시작한다 - 에이 토시나리 외 1명
- 트랜스크립트 - 에리카 쉬우
- 이중주 - 바실로스 파파이오아누
- 우리는 여전히 눈을 감아야만 한다 - 존 토레스
- 나는 시끄럽게 죽고 싶다 - 비어트리스 깁슨
- 순간 - 비묵티 자야순다라
- 산을 자세히 응시하라 - 아나 베즈
- 사운드 드리프트 - 스테파노 카나파
- 베베르(바바라를 위해) - 데보라 스트라트맨
- 사샤 - 마리아 몰리나 페이로
- 미드나잇 오렌지 - 가우탐 발루리
- 별들의 부식 - 샬롯 프라이스
- 스크린 - 크리스토프 지라데 외 1명
- 버드 레이디 - 권하윤
- 개의 해에 말들 - 테라 롱
- 주말 - 레이 레이
- 화석의 장소 - 플로렌시아 레비
- 드림 딜리버리 - 정 원
- 두 잇 어게인 - 커티스 밀러
- 장미도 아닌 데이지도 아닌 - 임정혜
- 종착역 없음 - 프라팟 지와랑산
- 말, 행성 - 라이다 레르순디
- 이티켓 - 사이먼 류
- 라오메데이아 - 문유진
- KIM - 노영미
- 환영의 도시 - 정한
- 이미 미래는 여기에 - 박선주
- 블러드 캔 비 베리 배드 - 이은희
- 23.976 - 김연경
- 우리 아버지께 - 김유진
- 나는 당신을 만나지 않았어요 - 안정윤
- 에페메라스 - 이수진
- 오브젝트 드림 - 송경원
- 알티플라노 - 말레나 슬렘
- 추방 - 로버트 토드
- 콜로폰(아버리텀 연작을 위하여) - 나다니엘 도어스키

### 엑스-초이스
- 그라디바: 에스키스 1 - 레이몽드 카라스코
- 로스 핀토스: 타라우마라족 82 - 레이몽드 카라스코
- 감정보다 이성 - 조이스 빌란드
- 세일보트 - 조이스 빌란드
- 현실의 비가시성 - 로버트 펄튼
- 소프트 픽션 - 칙 스트랜드
- 10월의 마드리드 - 마르셀 아눙
- 길 위에서: 다큐먼트 - 츠치모토 노리아키
- 에드워드 머이브리지, 주프락소그라퍼 - 톰 앤더슨
- 해체영화 소품 - 파올로 지올리
- 스크리닝 룸 - 스탠디쉬 로더 외 1명
- 팬텀 컨셉션 - 올레 헤드만
- 글로-바벨 - 올레 헤드만
- 필름 넘버 9 - 올레 헤드만 외 1명
- 엑스 - 폰투스 훌텐
- 호모 루덴스 - 오케 칼룽
- 가치없는 웃음 - 오케 칼룽
- 알리에나 카다브라 - 오케 칼룽
- 아포리즘 - 올레 헤드만
- 다이얼로그 - 올레 헤드만
- 자살을 위한 최종 연습 - 오케 칼룽
- 오르메우스 - 올레 헤드만
- 메트로: 운송 수단 - 올레 헤드만
- 인스턴트-무비 - 올레 헤드만
- 코카 넘버 1 - 올레 헤드만
- 베이징에는 강풍이 분다 - 쥐안치

### 엑스-레트로
- 반 러쉬 - 래리 고트하임
- 수문에서 - 피트 네슬러
- 클렙시드라 - 필립스 S. 솔로몬
- 코넬의 세 단편: 코티용, 한밤의 파티, 아이들의 파티 - 로렌스 조단
- 추가된 코넬의 세 편: 카루셀, 잭의 꿈, 팀블 극장 - 로렌스 조단
- 시크릿 가든 - 필립스 S. 솔로몬
- 황혼의 시편 2: 워킹 디스턴스 - 필립스 S. 솔로몬
- 스노우맨 - 필립스 S. 솔로몬
- 빛의 텍스트 - 스탠 브래키지
- 합생 - 필립스 S. 솔로몬 외 1명
- 블루스 - 래리 고트하임
- 콘 - 래리 고트하임
- 도어웨이 - 래리 고트하임
- 하모니카 - 래리 고트하임
- 네 개의 그림자들 - 래리 고트하임
- 낫/낫 - 래리 고트하임
- 유리는 어떻게 만들어 지는가? - 피트 네슬러
- 루르 지역에서 - 피트 네슬러
- 외국인 1부. 함선과 대포 - 피트 네슬러
- 죽음과 악마 - 피트 네슬러
- 히로시마 - 피트 네슬러
- 기다림 - 피트 네슬러
- 포-쉬르-메르 - 피트 네슬러
- 루르 - 피트 네슬러
- 포그 라인 - 래리 고트하임
- 다뉴브 강을 따라서 - 피트 네슬러
- 도대체 왜 전쟁인가? - 피트 네슬러
- 비전 오브 시티 - 래리 조던
- 에드워드의 낭만적 모험 - 래리 조던

### 인디 비주얼
- 초심자를 위한 마술 - 제시 맥클린
- 트라마 - 크리스찬 리브랫
- 개를 보라, 개를 들어라 - 제시 맥클린
- 네가 어딜 가든, 우리가 있다 - 제시 맥클린
- 네트워크 - 크리스찬 리브랫
- 기이한 환상 - 제시 맥클린
- 홀론 - 크리스찬 리브랫
- 우리만 알고 있는 어딘가 - 제시 맥클린
- 유틀란디아호 - 박병래
- 화염 - 새미 반 잉겐
- 네비게이터03 - 새미 반 잉겐
- 조직화 1: A.B, A-B, A.B, 반복적 구조 - 크리스찬 리브랫
- 명백한 운명 - 새미 반 잉겐
- 한나 거리의 장면 - 새미 반 잉겐
- 필름 넘버 2 - 크리스찬 리브랫
- 반달게임 - 박병래
- 행동기관 - 크리스찬 리브랫
- 디스포지티브의 자화상 - 크리스찬 리브랫
- 이그젝틀리 - 새미 반 잉겐
- 고무줄놀이 - 박병래
- 푸른 배경 속 매혹적 색채 - 크리스찬 리브랫
- 째보리스키 포인트 - 박병래
- 화포이경 - 박병래

### 아시아 포럼
- 유필가 - 리차드 야오-치 첸
- A=완전한, Z=선 - 고토 프라코사
- 선 - 고토 프라코사
- '제네시스'-제네시스 - 고토 프라코사
- 메타-에콜로지 - 고토 프라코사
- 태풍 - 사르도노 W. 쿠수모
- 춤추는 사르도노 - 사르도노 W. 쿠수모
- 케챡 리나(테게스 마을, 발리) - 사르도노 W. 쿠수모
- 후지산 - 나카지마 고
- 산에 오르다 - 리차드 야오-치 첸
- 타이베이의 아침 - 백경서
- 오늘의 시작 - 한샹닝
- 은하계 - 시시
- 전선 - 로우 카
- 1966년 현대시전 - 장자오탕
- 연 - 좡링
- 소외 - 치우강지엔
- 아나포코 - 나카지마 고
- 정조기 - 나카지마 고
- 생물학적 주기 No. 3 - 나카지마 고
- 우표의 환상 - 쿠리 요지
- 인간 동물원 - 쿠리 요지
- 의자 - 쿠리 요지
- 배스룸 - 쿠리 요지
- 팝 - 쿠리 요지